# Kateryna Pavlenko
Kateryna Anatoliívna Pavlenko (en ucraniano: Катерина Анатоліївна Павленко, AFI: /kɐteˈrɪnɐ pɐu̯ˈlɛnko/; Nizhyn, 10 de agosto de 1988), también conocida por el seudónimo de Monokate (en ucraniano: Монокейт), es una cantante, compositora y folclorista ucraniana. Es la vocalista principal del grupo ucraniano de electrofolk Go_A, que representó a Ucrania en el Festival de la Canción de Eurovisión 2020 con su canción "Solovey". Tras la cancelación del concurso a causa de la pandemia de COVID-19, volvieron a representar a Ucrania en 2021 con "Shum", canción con la que quedaron en 5ª posición.

## Biografía
Pavlenko nació el 10 de agosto de 1988 en la ciudad de Nizhyn, en el óblast de Chernígov, entonces perteneciente a la RSS de Ucrania, en un hogar de escasos recursos económicos. Desde niña estuvo rodeada de música folclórica. Su abuela era cantante y le enseñó el estilo tradicional de canto conocido como "canto blanco", su abuelo tocaba el acordeón y su madre también cantaba en un coro folclórico.
Durante sus años escolares asistió a la escuela de música de Nizhyn, donde aprendió a tocar el piano y la guitarra, y cantó en un coro infantil. Sus profesores le animaron que se dedicara a ser cantante de ópera.
En 2009 se graduó en la Escuela de Cultura y Artes de Nizhyn con el título de directora de coros folclóricos. Durante sus estudios formó parte de los grupos de rock Contours of Shadows y My spirit. De 2009 a 2013 estudió en la Facultad de Música de la Universidad Nacional de Cultura y Arte de Kiev. Durante ese tiempo dirigió la banda VytynankA y cantó en el grupo Kralytsia. Desde 2017 dirige el coro de veteranos de la ciudad de Berezan (óblast de Kiev).
Desde 2019 escribe poesías y canciones en solitario, que publica bajo el seudónimo de "Monokate".
En junio de 2021 entró en la lista de las 100 mujeres más influyentes de Ucrania publicada por la revista Focus, donde ocupó el décimo lugar.

## Go_A
En 2012, Pavlenko entró en el grupo de electrofolk Go_A, en un principio como corista y luego como cantante principal. En diciembre de aquel año salió a la luz su primer sencillo, Koliada (en ucraniano: Коляда), pero el reconocimiento no les llegó hasta 2015, cuando lanzaron Vesnyanka (en ucraniano: Веснянка), que fue número uno en la lista 10Dance de la emisora de radio ucraniana Kiss FM, y fue elegida "descubrimiento del año" por la misma emisora. En 2016 publicaron su álbum debut Idy na zvuk (en ucraniano: Іди на звук).

### Festival de la Canción de Eurovisión
A principios de 2020, Go_A compitió en el Vidbir, la selección nacional ucraniana para elegir el representante para el Festival de Eurovisión de aquel año con la canción "Solovey". En la final, lograron la victoria tanto en el jurado como en el televoto, y por tanto el derecho a representar al país en el Festival, pero tuvo que ser cancelado a causa de la pandemia de COVID-19.
Al año siguiente, Go_A volvió a representar a Ucrania en el Festival de Eurovisión de 2021 con la canción "Shum", con la que consiguieron el quinto puesto en la clasificación final y el segundo en el voto del público.
Pavlenko también fue la portavoz de los votos del jurado ucraniano en el Festival de Eurovisión de 2022.

## Discografía

### Con Go_A

#### Álbumes de estudio
- Idy na zvuk (2016)

#### Sencillos
- Koliada (2012)
- Vesnianka (2015)
- Shchedryi vechir (2017; con Katya Chilly)
- Rano-ranenko (2019)
- Solovey (2020)
- Dobrym lyudyam na zdorov'ya (2020)
- Shum (2021)
- Kalyna (2022)
- Rusalochki (2023)

### ComoMonokate

#### Sencillos
- Svit Song (2019)
- Play/Rec (2021)